# کارباین (سلاح)

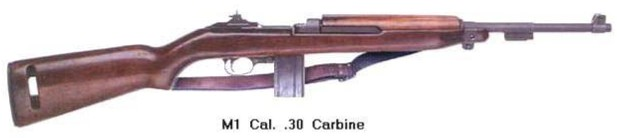
کارابین ام۱

کاراباین (به فرانسوی: carabine) گونه‌ای تفنگ است که نسبت‌به تفنگ گلوله‌زنی و تفنگ فتیله‌ای کوتاه‌تر و سبک‌تراست. برخی از کارباین‌ها فقط در طول لوله با نمونه بزرگ‌تر فرق دارد. مثلاً برنو کوتاه نمونه کوتاه‌تر «برنوی متوسط» یا «برنوی بلند» است و کالیبر و مکانیسم فشنگ‌گذاری و گلنگدن آن عیناً مانند برنوهای بزرگ‌تر است. اما برخی کاراباین‌ها ربطی به تفنگ‌های دیگر ندارند و صرفاً بخاطر کوتاه بودن به آن‌ها کاراباین گفته می‌شود. مثلاً کاراباین آمریکایی ام۱ شباهتی به تفنگ ام۱ ندارد و از هر نظر سلاحی متفاوت است.